# Мартін Опіц
Мартін Опіц фон Боберфельд (23 грудня 1597 — 20 серпня 1639) — німецький поет епохи бароко.

## Біографія

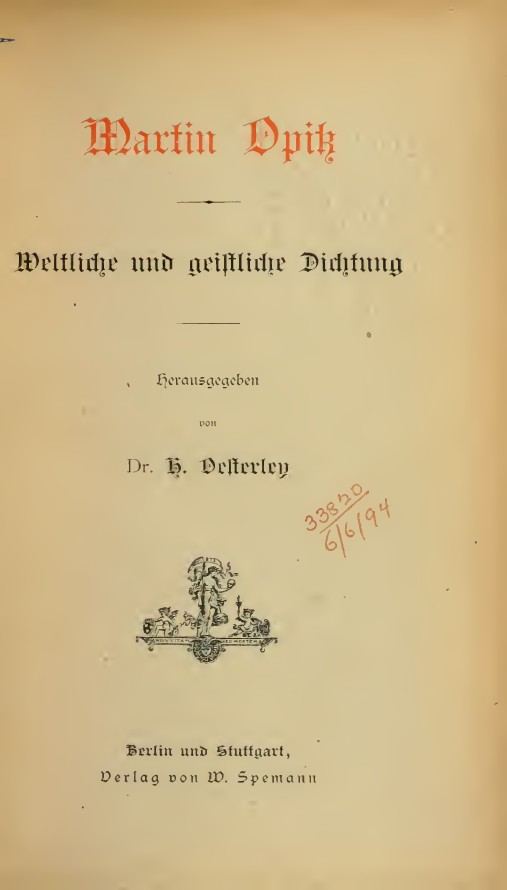
Світська і духовна поезія (1888)

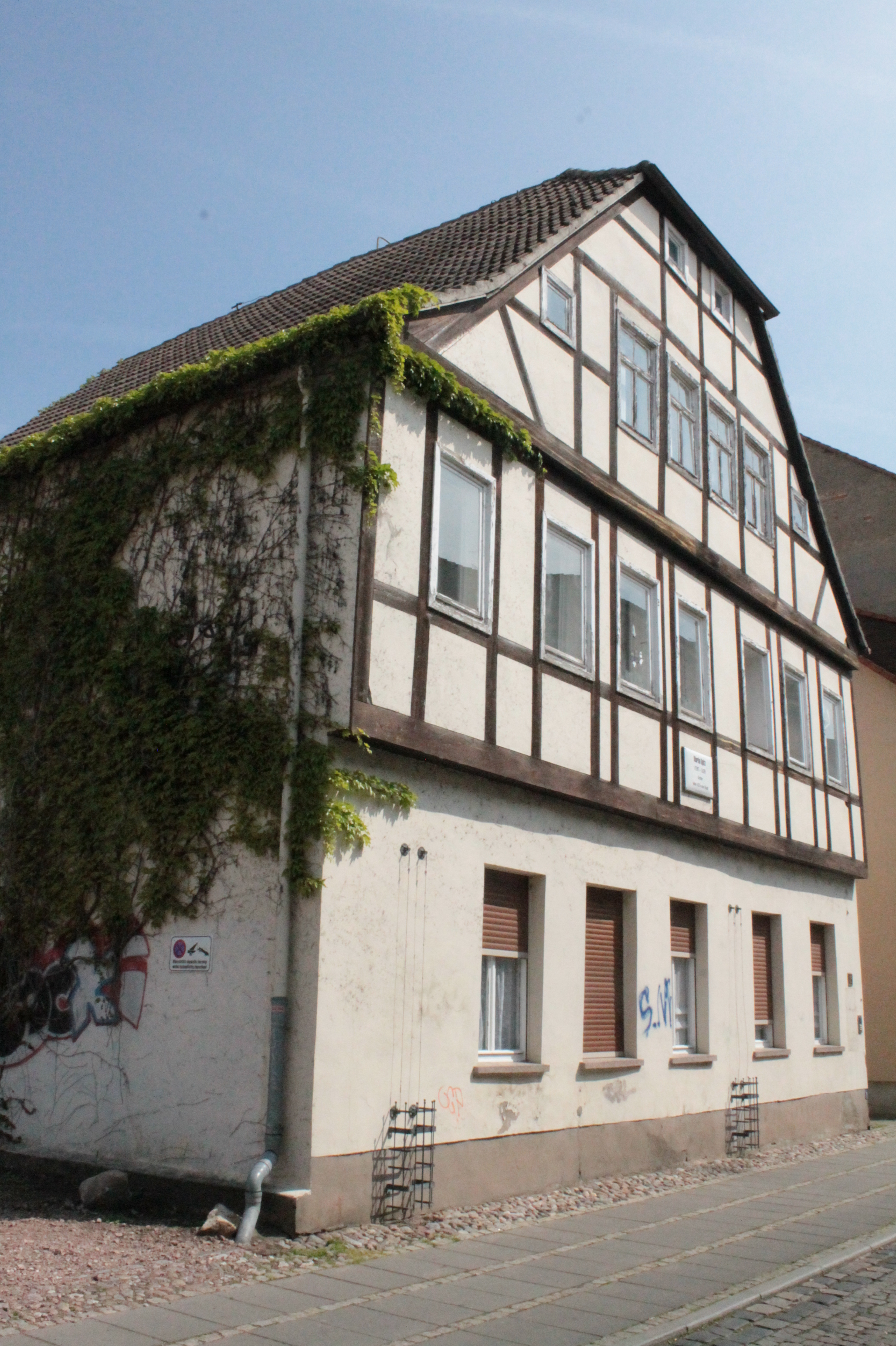
Будинок у Віттенберзі, в якому 1625 року перебував Мартін Опіц.

Опіц народився в Бунцлау (Болеславець) у Нижній Сілезії, у князівстві Швайдніц-Яуер, у сім'ї заможного громадянина. Початкову освіту він отримав у гімназії свого рідного міста, ректором якої був його дядько, а в 1617 році відвідував гімназію — «Schonaichianum» — у Беутен-на-Одері (Битом-Оджанський), де спеціально вивчав французьку, голландську та італійську поезію. У 1618 році він вступив до Університету Франкфурта-на-Одері як студент literae humaniores, і того ж року опублікував свій перший твір «Aristarchus, sive De contemptu linguae Teutonicae», презентувавши німецьку мову як придатну для поезії.
У 1619 році Опіц поїхав до Гейдельберга, де став лідером школи молодих поетів. Відвідавши Лейден наступного року, він відвідав відомого нідерландського ліричного поета Даніеля Гейнсіуса (1580—1655), чиї Lobgesang Jesu Christi та Lobgesang Bacchi він уже переклав александрійьсим віршем. На запрошення Габріеля Бетлена, князя Трансільванії, він провів рік (1622) професором філософії в гімназії Вайсенбурга (Альба-Юлія). Після цього він вів мандрівне життя на службі у різних територіальних аристократів.
У 1624 році Опіц був призначений радником герцога Георга Рудольфа з Лігніца (Легніца) і Бріга (Бжег) у Сілезії, а в 1625 році, як нагороду за поему-реквієм, складену на смерть ерцгерцога Карла Австрійського, імператор Фердинанд коронував його як поета-лауреата, а через кілька років нобілітував його під титулом «фон Боберфельд». У 1625 році жив у Віттенберзі в Саксонії.
У 1629 році Опіц був обраний членом Плодоносного товариства, а в 1630 році поїхав до Парижа, де познайомився з Гуго Гроцієм. У 1635 році він оселився в ганзейському місті Данциг (Гданськ) у Речі Посполитій, де польський король Владислав IV Ваза призначив його своїм історіографом і секретарем. Там він помер від чуми 20 серпня 1639 року.

## Творчість
Опіц був головою так званої першої сілезької школи поетів і за життя вважався найбільшим німецьким поетом. Хоча сьогодні його не вважали б поетичним генієм, він міг справедливо стверджувати, що був «батьком німецької поезії» принаймні щодо її форми; його Buch von der deutschen Poeterey (1624) поклав край «гібридизму», який до того часу панував, і встановив правила «чистоти» мови, стилю, вірша та рими.
Власні вірші Опіца відповідають строгим правилам, які він встановив. Вони здебільшого є формальною і строгою розробкою ретельно продуманих тем і містять небагато краси та ще менше почуттів. До цієї дидактичної та описової категорії належать його найкращі вірші, Trost-Gedichte in Widerwãrtigkeit des Krieges (написаний 1621, але опублікований лише 1633); Zlatna, oder von der Ruhe des Gemüths (1622); Lob des Feldlebens (1623); Vielgut, oder vom wahren Glück (1629) і Vesuvius (1633). Вони містять кілька яскравих поетичних описів, але загалом є трактатами у віршованій формі.
У 1624 році Опіц опублікував зібране видання своїх віршів під назвою « Acht Bücher deutscher Poematum» (хоча через помилку друкаря вийшло лише п'ять книг); його " Дафна " (1627), музику до якої написав Генріх Шютц, є найдавнішою німецькою оперою. У 1637 (надруковано в Данцигу в 1638) він присвятив Geistliche Poemata (Релігійні вірші) герцогині Сілезьській Der Durchlauchtigen Hochgebornen Fürstin und Frawen/ Frawen Sibyllen Margarethen, gebornen Hertzogin in Schlesien/ zur Lignitz und Briegk: Vermähleten deß Heiligen Röm. Reichs Gräffin von Dönhoff… Dantzig/den6.Tag deß intermonats/im 1637. Jahr. . Герцогиня Сібілла Маргарет, якій присвячена поема, була дочкою Доротеї Бранденбурзької та дружиною Герхарда Донгоффа, брата Ернста Магнуса Донгоффа та Каспера Донгоффа.
Крім численних перекладів, Опіц відредагував (1639) Das Annolied, середньоверхньонімецьку поему кінця XI століття, і таким чином зберіг її від забуття, оскільки оригінальний рукопис зараз втрачено. Опіц також написав пасторальний роман Schäferei der Nymphe Hercinie («Ідилія німфи Герціні», 1630).

## Видання
- Martin Opitz, An den Durchlauchten, Hochgebornen Fürsten und Herren, Herren Uldrichen, Postulirten Administratorn desz Stiffts Schwerin, Erben zu Norwegen, Hertzog zu Schleswig, Holstein, Stormarn undt der Ditmarschen, Lobgetichte (похвальні вірші на честь герцога Ульріка), Brieg: Gründer, 1633.
- Martin Opitz, «Geistliche Poemata 1638», у: Erich Trunz Barock, Max Niemeyer Verlag Tübingen 1966